# 張徽光
張徽光（？—313年），十六国之匈奴汉国昭武帝刘聪的舅表妹和第二任皇后。

## 生平
張徽光的父亲張寔，是刘聪生母張太后的弟弟，素有賢聲。劉聰宠幸“六刘”（刘英、刘娥姐妹和她们的四个侄女），张太后不满，嘉平二年（312年）三月，在張太后的坚决要求下，刘聪纳張徽光和她的妹妹張麗光为妃嫔。两女皆不受宠。
嘉平二年（312年）六月，劉聰的皇后去世，劉聰想立“六刘”之首劉英（太保劉殷的女儿，当时封为左貴嬪）为皇后，但張太后坚决不许，要求他立贵人张徽光，刘聪不得已，答应了母亲的要求。不久他所喜欢的劉英莫名其妙地死去了。十二月，刘聪只好立張徽光为皇后。
仅仅过了一个月，嘉平三年（313年）正月，張太后去世，張徽光失去唯一的保护，两天后也不明不白地死去，据说是哀痛恐惧过度。谥号武孝皇后。

## 家庭

### 父
- 張寔，張太后的弟弟一说是張太后的侄子，官至辅汉将军、左光禄大夫。

### 姑姑
- 张太后，刘渊光献皇后，刘聪生母[2]。

### 妹妹
- 张丽光，刘聪嫔妃，封贵人。